# Anthony Woodville, 2. Earl Rivers

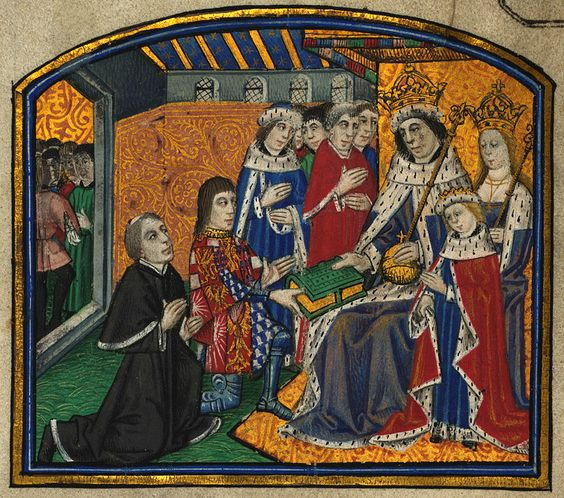
Anthony Woodville und William Caxton präsentieren das erste in England gedruckte Buch dem König; mittelalterliche Darstellung

Anthony Woodville, 2. Earl Rivers KG (auch Anthony Wydeville; * um 1440 in Grafton Regis; † 25. Juni 1483 in Pontefract) war ein englischer Adliger.

## Herkunft und Verwandtschaft
Seine Eltern waren Richard Woodville, der 1448 zum Baron Rivers und 1466 zum Earl Rivers erhoben wurde, und dessen Gattin Jacquetta von Luxemburg. Seine Schwester war Elizabeth Woodville, in deren Gefolge Anthony zu höchster Macht aufsteigen sollte. Er ist ein führender Politiker Englands zur Zeit der Rosenkriege.

## Wechsel von Lancaster zu York
Wie sein Vater Richard und der erste Gatte seiner Schwester, Sir John Grey of Groby († 1461), war Anthony Anhänger von König Heinrich VI. aus dem Haus Lancaster. Während Heinrich VI. 1461 abgesetzt wurde und König Eduard IV. vom Haus York die Herrschaft übernahm, wechselte die komplette Woodville-Familie ins York-Lager. Anthony heiratete spätestens im April 1461 Elizabeth Scales, 8. Baroness Scales, die Witwe des Henry Bourchier (Sohn des Henry Bourchier, 1. Earl of Essex und der Isabella of York, Tante Eduards IV.). König Eduard IV. verliebte sich zudem in Anthonys gerade verwitwete Schwester Elizabeth Woodville und heiratete die schöne Witwe gegen den Rat seiner Vertrauten am 1. Mai 1464.
Aus dem Recht seiner Gattin (iure uxoris) wurde Anthony erstmals am 22. Dezember 1462 durch Writ of Summons als Baron Scales ins House of Lords berufen. 1466 wurde er als Knight Companion in den Hosenbandorden aufgenommen.

## An der Seite Eduards IV.
Anthony gewann als Bruder der Königin das Vertrauen des Königs und wurde einer seiner einflussreichsten Berater. Seine Bevorzugung und die gute Stellung anderer Verwandter der neuen Königin führte zum Seitenwechsel Richard Neville, 16. Earl of Warwick („The Kingmaker“), der 1461 Eduard IV. auf den Thron verholfen hatte. 1469 unterlagen die Truppen Yorks gegen Warwick und Heinrich VI. in der Schlacht von Edgecote Moor. Anthonys Vater wurde, wie auch Anthonys jüngerer Bruder John, von den Lancaster-Anhängern exekutiert. Durch den Tod seines Vaters erbte Anthony dessen Adelstitel als 2. Earl Rivers.
Während des nachfolgenden kurzen Intermezzos Heinrichs VI. auf dem englischen Thron (1470–1471) folgte Anthony Eduard IV. in dessen Exil und begleitete ihn während der Rückkehr des York-Königs nach England. 1473 ernannte Eduard Anthony zum Vorsteher des Haushaltes seines ältesten Sohnes Eduard, des Prince of Wales.

## Machtergreifung, Gefangennahme und Tod
Nach dem plötzlichen Tod des Königs 1483 begleitete Anthony seinen Neffen Eduard, den nun designierten neuen König, auf seinem Weg durch England nach London. Anthony war der Führer einer starken Leibwache des minderjährigen Königs. Die Woodville Familie versuchte, die Kontrolle über dessen Person auszuüben und so Eduards IV. letzten Willen, die Regentschaft seines Bruders Richard, des Duke of Gloucester und späteren Richard III., zu verhindern und selbst die erste Macht im Königreich darzustellen.
Richard und dessen Verbündeter Henry Stafford, 2. Duke of Buckingham, zogen Anthony mit starken Truppen entgegen und trafen am 30. April 1483 bei Nottingham auf den König und dessen Onkel. Während der erste Tag mit gegenseitiger Freundlichkeit verbracht wurde, eskalierte am nachfolgenden Tag die Situation. Während der König bereits weiterzog, bezeichnete Gloucester Anthony als Verräter, der versuche, ihm seinen Neffen zu entfremden. Schließlich wurde Anthony verhaftet, und Eduard begab sich bei Stony Stratford in Richards Obhut, wobei ein weiterer Neffe Anthonys und Halbbruder Eduards, Richard Grey, ebenfalls in Gewahrsam genommen wurde. Elizabeth Woodville zog sich, als sie von diesem Ereignis hörte, sofort mit ihren anderen Kindern in das Kirchenasyl von Westminster zurück.
Zunächst blieben Anthony und sein Neffe Richard Grey unbeschadet in Haft, doch am 13. Juni 1483 wurde eine Verschwörung durch William Hastings, 1. Baron Hastings, bis dato Gegenspieler der Woodvilles, aufgedeckt. Dieser habe sich, so der Vorwurf, mit der Woodville-Familie verbündet mit dem Ziel, die Regentschaft Gloucesters zu stürzen. Während Hastings ohne Prozess sofort im Tower exekutiert wurde, wurde dieses Ereignis wenige Tage später zum Anlass genommen, nun auch Anthony Woodville und Richard Grey hinzurichten. Die Verbindung zwischen Hastings und der Woodville-Familie konnte nie wirklich eindeutig belegt werden.

## Literarische Interessen
Anthony war  gebildet und hatte durch seine Mutter ein ausgezeichnetes Französisch gelernt. Er lernte den Drucker William Caxton während dessen Aufenthalts in Brügge kennen, der dort 1475 Anthonys Cordyale, or Four last thinges druckte. Dies Werk war eine Übersetzung des Autors Jean Miélot mit dem Titel Les quattres choses derrenieres nach dem lateinischen Text Cordiale quattuor novissimorum.
1477 druckte Caxton in Westminster Anthonys Übersetzung aus dem französischen der Dictes and Sayings of the Philosophers. Dieser Text basierte auf der Handschrift Les ditz moraulx des philosophes von Jehan de Thionville oder Guillaume de Thionville, welches auf einem lateinischen Text beruht, der wiederum auf einem arabischen Text aus der Mitte des elften Jahrhunderts mit dem Titel Choice Maxims and Finest Sayings/Mukhta ral-hikam wa mahasin al-kalim des ägyptischen Emirs al-Mubashhshir ibn Fatiq beruhte. Caxton selbst fügte der Übersetzung ein Kapitel mit dem Titel Touching Women an.